# Norihito Sumitomo

Norihito Sumitomo (住友纪人, nacido el 27 de febrero de 1964, en Tokushima) es un músico, compositor y orquestador Japonés. Compuso la música para la película de Dragon Ball Z: La Batalla de los Dioses, y actualmente es el encargado de componer la música de fondo de Dragon Ball Super, también es conocido por componer las calificaciones de series de televisión y películas de acción en vivo.

## Biografía
Norihito Sumitomo graduado del Colegio Berklee Americano de Música. A su regreso a Japón, fue recibido por AKAI EWI y es considerado un saxofonista profesional igual a Michael Brecker, Branford Marsalis, Kirk Whalum, así como un reproductor de instrumentos de viento. Estos se extienden a su nombre en todo el mundo. Publicado en el Billboard estadounidense, participó como músico en el álbum en solitario del pianista italiano Gianni Nosenchik, y fue aclamado con Ryuichi Sakamoto, que participó en el mismo álbum. En 2000, participó como saxofonista en la gira asiática de Bob James con Billy Kilson, Charles Blenzig, etc. Luego trabajó en varias películas de televisión y música en dramas. En 2008, fue por primera vez puesto a cargo de la música de un anime: Shikabane Hime: Aka.
Se compone principalmente de música y canciones para la Shikabane Hime serie en 2008, la música para el 2010 del videojuego Gran Turismo 5, en 2012 la película de acción en vivo Thermae Romae andanimated películas Asura, y la película animada de 2013 Dragon Ball Z: La Batalla de los Dioses, y en el 2014 la saga Majin Buu de Dragon Ball Kai.

## Dragon Ball super
Toei Animation anunció la producción de Dragon Ball Super (título japonés, provisional para el lanzamiento en inglés), la primera serie de televisión de Dragon Ball que se estrenó después 18 años. Dragon Ball Super comenzó su emisión los domingos por la mañana en Fuji TV en Japón el 5 de julio de 2015, con Norihito Sumitomo regresando como su compositor musical, sabemos que Dragon Ball Super "seguirá las consecuencias de la feroz batalla de Goku con Majin Buu, ya que intenta mantener la tierra Frágil paz ", y será", supervisado por el creador original de Dragon Ball, Akira Toriyama ".